# 50240 Кортіна
50240 Кортіна (50240 Cortina) — астероїд головного поясу, відкритий 28 січня 2000 року.
Тіссеранів параметр щодо Юпітера — 3,398.